# DIN 1505-2
Die DIN-Norm DIN 1505-2 hat die „Titelangaben von Dokumenten“ und „Zitierregeln“ zum Inhalt und liegt in der Ausgabe von Januar 1984 vor. Die Norm wendet sich an Autoren, Verleger und Redakteure und soll bei Literaturzusammenstellungen, Literaturverzeichnissen und Fußnoten genutzt werden. Sie legt die notwendigen Bestandteile eines Literaturzitates, die Form und die Reihenfolge fest.
Im Oktober 2013 wurde die Nachfolge-Norm DIN ISO 690:2013-10 veröffentlicht. Sie ersetzt die DIN 1505-2:1984-01, die damit nicht mehr gültig ist.

## Hintergrund und Aufbau
Die Norm entstand im Zusammenhang mit dem Ausschuss für Patentdokumentation, der Deutschen Bibliothek, dem Deutschen Patentamt und der Gesellschaft für Dokumentation und Information (heute „DGI“). Sie greift auf die Normen zur Gestaltung von Normen (DIN 820-2), zu Umschriftungen fremder Alphabete (DIN 1460 Kyrillisch, DIN 31634 Griechisch, DIN 31635 Arabisch, DIN 31636 Hebräisch), zu Ländercodes (ISO 3166) sowie internationalen Empfehlungen zu bibliografischen Dokumenten und Patenten (WIPO ST.9 und WIPO ST.16) zurück.
Diese deutsche Norm verweist ausdrücklich auf internationale Normen über Dokumentationsregeln (ISO/DIS 4, ISO/DP 30, ISO 690, ISO 3388) und, da 1984 die DDR noch existierte, auf deren einschlägige TGL.
Die Norm ist im Wesentlichen in vier Teile gegliedert:
1. Definition von Deskriptionszeichen,
2. Aufbau von Zitaten – zunächst allgemein, dann bei besonderen Quellen
3. Struktur von Literaturverzeichnissen
4. Transliteration von Angaben in fremden Alphabeten.

Im Anhang folgt eine Tabelle der Kodes ausländischer Patentämter.

## Wesentliche Regelungen

### Deskriptionszeichen
Um die Bestandteile eines Zitates zu trennen, werden bestimmte Zeichen, die sonst im normalen Zeichensatz verwendet werden, als Deskriptionszeichen definiert.
- Punkt „. “ und Komma „, “ werden in Kombination mit nachfolgendem Leerzeichen – in der Norm Spatium genannt – definiert.
- Gedankenstrich „ – “, Schrägstrich „ / “ und Semikolon „ ; “ werden zusammen mit führendem und folgendem Leerzeichen festgelegt.
- Der Doppelpunkt wird als normales Satzzeichen „: “ nur mit nachfolgendem Leerzeichen behalten, aber auch als Deskriptor „ : “ mit Leerzeichen vor- und nachher eingeführt.

Deskriptionszeichen können auch am Zeilenanfang oder -ende auftauchen. Dann soll das jeweilige Leerzeichen ganz außen wegfallen.

### Aufbau eines Zitates
Grundsätzlich soll ein Zitat wie folgt aufgebaut werden:
```
Name1, Vorname1[ ; Name2, Vorname2…]: Titel : Untertitel.
[Bandangabe, ][Auflageneigenschaften, ]nächster Verlagsort : Verlagskurzbezeichnung,
Jahr der Auflage[ (Gesamttitel, Hausangaben)].[ - 
ISBN
 #####][ S. #–#]
```

Die Angaben in den eckigen Klammern sind fallweise optional.
- Die Reihenfolge ist Familienname mit allen Bestandteilen und Präfixen, dann Vorname ausgeschrieben mit weiteren Vornamen als Initialen.
- Sind keine Verfasser bekannt, treten an deren Stelle entweder Herausgeber oder körperschaftliche Urheber mit erläuternder Angabe in Klammern und abgekürzt. Zum Beispiel: REFA (Hrsg.)
- In die Verfasserliste können auch Bearbeiter (Bearb.), Mitarbeiter (Mitarb.), Übersetzer (Übers.) oder Interviewer (Interv.) u. Ä. aufgenommen werden.
- Titel und gegebenenfalls Zusatz werden durch „ : “ (Leerzeichen Doppelpunkt Leerzeichen) getrennt.
- Nach dem Titel folgt eventuell die Bandangabe, gefolgt von einer Auflagenangabe. Bei mehreren Bänden werden abweichende Auflagen kombiniert.
- Es wird nur der erstgenannte Verlags-, Erscheinungs- oder, wenn beides nicht bekannt, der Druckort nach dem Punkt angegeben.
- Nach dem Ort wird nach Doppelpunkt der erstgenannte Verlag so kurz wie möglich angegeben.
- Nach dem Komma steht das Erscheinungsjahr.
- Ergänzende Angaben folgen in Klammern.
- Schließlich folgt gegebenenfalls die ISBN nach „. - ISBN“.

### Unselbstständig erschienene Beiträge
Als unselbstständig erschienene Beiträge definiert die DIN 1505-2 Beiträge in Zeitschriften, Monografien, Tagungsbänden etc. Hier ist zunächst der Beitrag selbst mit
```
Name1, Vorname1[ ; Name2, Vorname2…]: Titel : Untertitel.
```

anzugeben. Falls ein Sachtitel fehlt, kann ersatzweise der Beginn des Zitates angegeben werden. Die Quelle selbst wird dann mit „In: “ eingeleitet. Im Falle einer Monografie wird diese nach den beschriebenen Regeln angegeben.
Für Zeitschriften gelten folgende Regeln:
```
Titel[, Unterreihe] [Bd.-Nr. ](Jahr)[, Nr. #], S. #-#
```

das heißt:
1. Titel der Zeitschrift oder Zeitung,
2. wenn nötig, durch Komma abgetrennt, eine Unterreihe,
3. die Bandzählung
4. in Klammern das Erscheinungsjahr oder bei Zeitungen das Datum (Datumsformat gemäß ISO 8601),
5. Heftnummer nach „, Nr. “
6. Seitenzählung nach „, “

### Sonderfälle
- Bei Tagungsbänden hat man meist einen Herausgeber des Bandes sowie einen oder mehrere Veranstalter, die dann zu nennen sind. Dem folgt der Titel der Tagung und gegebenenfalls die Zählung in einer periodischen Tagungsreihe nebst der Benennung der Reihe, ergänzt um Tagungsort und Datum. Dem folgt die normale Angabe des Ortes und Verlages, wie oben beschrieben.
- Bei Hochschulschriften, die nicht über einen Verlag veröffentlicht werden, wie zum Beispiel Diplomarbeiten oder Dissertationen, werden statt Ort und Verlag der Hochschulort, die Hochschule und der Fachbereich sowie die Art der Schrift und das Jahr, alles durch Kommas getrennt, aufgeführt.
- Bei Forschungsberichten und ähnlichem folgt man dem Muster für eine Monografie. Es werden zuerst alle Autoren angegeben, dann aber auch alle beteiligten Körperschaften als Herausgeber. Die üblicherweise vorhandenen Nummern der Schriften sind als Gesamttitel anzugeben.
- Schutzrechte (z. B. Patente, Gebrauchsmuster) werden durch das Wort „Schutzrecht“ eingeleitet. Dem folgt der Länderkode nach ISO 3166, bei Geschmacksmustern ergänzt durch den Ort des Registers, dann die Veröffentlichungs-Nummer, gefolgt von der Art des Dokuments nach dem jeweils gültigen WIPO-Standard. In Klammern folgt das Veröffentlichungsdatum. Nach einem Punkt ist dann der Anmelder anzugeben. Dem folgt nach „. Pr. “ der Länderkode des Prioritätslandes, danach Prioritätsaktenzeichen und Prioritätsdatum. Bei mehreren Prioritätsangaben gilt die älteste, fehlt eine Priorität, werden die Anmeldedaten benutzt. Dem können ergänzende Angaben nach „. - “ folgen.
- Zitate von Normen werden mit „Norm“ eingeleitet. Es folgt die Angabe der Norm (z. B. DIN), die Nummer und gegebenenfalls nach einem Punkt die Benennung der Norm.
- Loseblattausgaben werden wie Monografien zitiert. Statt der ISBN wird die Loseblattsammlung angegeben.
- Geografische Karten werden wie selbständige oder unselbständige Schriften angegeben. An Stelle der ISBN tritt hier der Maßstab.

### Gesetze
Bei Gesetzestexten wird auf die Angabe konkreter Quellen verzichtet. Das Zitat beginnt mit dem vollen Namen der Gesetzesstelle, gegebenenfalls gefolgt von der Angabe des Bundeslandes, wenn es ein Landesgesetz ist. Soweit eine Abkürzung existiert, ist diese anstelle des vollen Namens zu verwenden. Dem folgt in Klammern das Veröffentlichungsdatum, entweder als „vom“ (v.), oder als „in der Fassung vom“ (idF v.), wenn das Gesetz schon mal geändert wurde. Danach folgt die Kennzeichnung, zum Beispiel § und dann die Zählung, die auch die Untergliederung, wie gezählte Absätze oder Abschnitte, mit aufnimmt.
Formatbeschreibung am Beispiel:
```
BundesweinV (idF der 3. ÄndV. v. 15. 7. 1977) § 7 Abs. 3
```

Anmerkung: Die Norm verwendet in den Beispielen zu Gesetzen – anders als im Rest der Norm – das konventionelle Datumsformat, weil sie, wie in den Erläuterungen dargelegt, die Angabe von Kalenderdaten nicht mitregeln will und deswegen absichtlich in Beispielen mal die internationale Form nach DIN 5008 und ISO 8601 (JJJJ-MM-TT) und mal die nationale, aufsteigende Reihenfolge (TT.MM.JJJJ) benutzt (siehe auch: Datumsformat).
Weitere Festlegungen:
- Beim Zitieren mehrerer aufeinanderfolgender Paragrafen soll mit §§ zitiert werden und dann zu den Nummern ein „f“ oder gar „ff“ hinzugefügt werden.
- Gesetzesstellen, die miteinander in Verbindung stehen, werden hintereinander angegeben und dabei durch „in Verbindung mit “ (iVm) verbunden.
- Bei einer Aufzählung verschiedener Gesetzesstellen werden auch die hintereinander angegeben und durch „ ; “ getrennt.
- Ausländische Gesetze werden nach der Namensnennung durch Angabe des Ländercodes nach ISO 3166 in runden Klammern gekennzeichnet.